# Овсяніко-Куликовський Микола Дмитрович
Микола Овсянико-Куликовський (1768—1846) — український композитор, автор двох загублених опер і більше 20 симфоній (симфонія № 21 Овсянико-Куликовського вважають твором-містифікацією композитора та скрипаля Михайла Гольдштейна).
У 1948 році Гольдштейн оголосив, що виявив рукопис симфонії Овсянико-Куликовського в архівах театру в Одесі. Твір в тональності Соль мінор, № 21, був начебто написаний у 1809 році; на ній був напис «на посвяту Одеському театру». Відкриття викликало неабияке хвилювання у радянських музичних колах, оскільки було розцінене як доказ того, що Росія змогла створити симфоніста порівнянного величчю з Йозефом Гайдном. Але, крім всього, симфонія містила українські народні пісні і закінчувалась козацьким танком, що не дуже подобалось керівництву СРСР. У 1957 році проти Гольдштейна було розпочато карну справу з боку слідчих органів МВС СРСР з приводу авторства симфонії № 21 та інших музичних творів.